# Tầng Giang Sơn
Tầng Giang Sơn là tầng giữa của  thống Phù Dung. Nó tiếp sau tầng Bài Bích và đứng trước bởi tầng 10 của kỷ Cambri. Đáy của nó được xác định là nơi xuất hiện đầu tiên của bọ ba thùy Agnostotes orientalis có niên đại bắt đầu vào khoảng 494 triệu năm trước. Tầng Giang Sơn kéo dài đến khoảng 489.5 triệu năm trước.
| Hệ/ Kỷ                                                                                   | Thống/ Thế                       | Bậc/ Kỳ                          | Tuổi (Ma) | Tuổi (Ma) |
| ---------------------------------------------------------------------------------------- | -------------------------------- | -------------------------------- | --------- | --------- |
| Ordovic                                                                                  | Dưới/Sớm                         | Tremadoc                         | trẻ hơn   | trẻ hơn   |
| Cambri                                                                                   | Phù Dung                         | Tầng 10                          | 485.4     | ~489.5    |
| Cambri                                                                                   | Phù Dung                         | Giang Sơn                        | ~489.5    | ~494      |
| Cambri                                                                                   | Phù Dung                         | Bài Bích                         | ~494      | ~497      |
| Cambri                                                                                   | Miêu Lĩnh                        | Cổ Trượng                        | ~497      | ~500.5    |
| Cambri                                                                                   | Miêu Lĩnh                        | Drum                             | ~500.5    | ~504.5    |
| Cambri                                                                                   | Miêu Lĩnh                        | Ô Lựu                            | ~504.5    | ~509      |
| Cambri                                                                                   | Thống 2                          | Tầng 4                           | ~509      | ~514      |
| Cambri                                                                                   | Thống 2                          | Tầng 3                           | ~514      | ~521      |
| Cambri                                                                                   | Terreneuve                       | Tầng 2                           | ~521      | ~529      |
| Cambri                                                                                   | Terreneuve                       | Fortune                          | ~529      | 541.0     |
| Ediacara                                                                                 | không xác định tầng động vật nào | không xác định tầng động vật nào | già hơn   | già hơn   |
| Phân chia kỷ Cambri theo ICS năm 2018. Các giai đoạn in nghiêng không có tên chính thức. |                                  |                                  |           |           |

Nó được đặt tên theo tên thành phố cấp huyện Giang Sơn, tỉnh Chiết Giang Trung Quốc.
GSSP của tầng Giang Sơn là "Phẫu diện Đối Biên B " (28°48′57″B 118°36′54″Đ / 28,815967°B 118,614933°Đ), phía tây làng Đối Biên, cách thành phố cấp huyện Giang Sơn 10 km về phía bắc. Nó thuộc thành hệ Hoa Nghiêm Tự.